# Caixon
Caixon é uma comuna francesa na região administrativa de Occitânia, no departamento dos Altos Pirenéus. Estende-se por uma área de 8,55 km², Em 2010 a comuna tinha 391 habitantes (densidade: 45,7 hab./km²)..